# Cabourg
Cabourg je francouzská obec, která se nachází v departmentu Calvados v regionu Normandie. Obec je významným lázeňským centrem, v soutěži květinových měst a vesnic získala « čtyři květiny » a národní cenu za květinovou výzdobu. V roce 2009 zde žilo 4 005 obyvatel .

## Památky
- grandhotel Cabourg z druhé poloviny 19. století

## Demografie
Počet obyvatel

## Osobnosti obce
- Marcel Proust (1871–1922), spisovatel a filozof, městečko mu posloužilo jako předobraz pro jeho Balbec v románu Hledání ztraceného času Pobýval v Cabourgu v letech 1907 až 1914 každé léto.
- Bruno Coquatrix (1910–1979), starosta a zakladatel Olympie
- Jean-Pierre Andréani (* 1940), komik, rodák
- Jean-Louis Ezine (* 1948), spisovatel, rodák

## Partnerská města
- Atlantic City, USA
- Bad Homburg vor der Höhe, Německo
- Bromont, Kanada
- Castro-Urdiales, Španělsko
- Chur, Švýcarsko
- Jūrmala, Lotyšsko
- Mayrhofen, Rakousko
- Mondorf-les-Bains, Lucembursko
- Salcombe, Anglie, Spojené království
- Spa, Belgie
- Terracina, Itálie